# ACM Júnior
Antônio Carlos Peixoto de Magalhães Júnior (Salvador, 24 de setembro de 1952), mais conhecido como Antônio Carlos Júnior ou simplesmente ACM Júnior é um administrador de empresas, empresário e professor brasileiro filiado ao UNIÃO. É formado em administração pela Universidade Federal da Bahia (UFBA), curso do qual é professor. É acionista e membro do Conselho de Administração da Rede Bahia. Entre os anos de 2001 e 2003 e 2007 e 2011, ocupou a vaga do seu pai, Antônio Carlos Magalhães, como senador pela Bahia. É pai do ex-prefeito de Salvador, ACM Neto e irmão do ex-Deputado Federal Luís Eduardo Magalhães.

## Biografia
Antônio Carlos Magalhães Júnior nasceu em Salvador, em 24 de setembro de 1952, sendo o primeiro filho de Antônio Carlos Magalhães e Arlette Magalhães. Começou a trabalhar em 1975, nos departamentos de comércio exterior e mercado de capitais do Banco Econômico. Em 1979, aos 27 anos, se formou em administração na Universidade Federal da Bahia, tornando-se depois professor da Escola de Administração da instituição.
Também em 1979, ACM Júnior teve o primeiro filho com a esposa Maria do Rosário Magalhães, a partir do nascimento de Antônio Carlos Peixoto de Magalhães Neto, em 26 de janeiro. Em 26 de outubro de 1981, nasceu a filha Renata Magalhães.
Em 1985, entrou oficialmente no ramo empresarial, sendo um dos fundadores da TV Bahia, afiliada da Rede Manchete em Salvador. Dois anos depois, em 1988, deixou o Econômico para se dedicar às empresas do Grupo TV Bahia, de propriedade da sua família, tornando-se superintendente da TV Bahia e integrante do conselho de administração do jornal Correio da Bahia.
No mesmo ano, ACM Júnior foi um dos fundadores da TV Santa Cruz, afiliada à Rede Globo e a primeira estação de propriedade do conglomerado no interior do estado, além de fundar e tornar-se administrador da Globo FM, a primeira estação de rádio do grupo. Em 1994, assumiu o cargo de presidente do Grupo TV Bahia.
Em 22 de março de 2022, ACM Júnior deixou a presidência do Conselho de Administração da Rede Bahia após dez anos no cargo. Como seu substituto, foi escolhido em comum acordo o então diretor-presidente do conglomerado, Paulo Cesena. Apesar de deixar o comando, seguiu como acionista de empresas e membro do conselho de administração do conglomerado.

## Carreira política
Apesar de sempre ter declarado não gostar de política e preferir atuação na iniciativa privada, ACM Júnior ingressou na política em 1994, a partir de uma decisão pessoal do pai ACM em torná-lo candidato a suplente do seu mandato nas eleições daquele ano. Assim como seu pai, filiou-se ao Partido da Frente Liberal.
ACM Júnior só assumiu uma vaga no Senado Federal do Brasil com a renúncia do seu pai em 2001 devido à polêmica do painel, tendo cumprido o mandato de 31 de maio de 2001 a 1 de fevereiro de 2003. "Minha única pretensão é a de honrar o mandato", afirmou ao assumir o cargo. Novamente como suplente de ACM, que foi reeleito senador em 2002, assumiu definitivamente sua vaga, desta vez aberta por falecimento do titular, em 7 de agosto de 2007.
Em 29 de junho de 2010, anunciou em nota à imprensa que não se candidataria à reeleição como senador devido aos compromissos pessoais, "notadamente os de ordem empresarial". A decisão contrariou a vontade dos líderes da coligação entre o DEM e o PSDB, que lançaram José Carlos Aleluia em seu lugar nas eleições de 2010. ACM Júnior, no entanto, aceitou fazer parte da candidatura como suplente pela última vez.
Em 15 de dezembro de 2010, à dois meses do fim do mandato, ACM Júnior se despediu pela última vez do Senado Federal com um discurso, onde homenageou o pai Antônio Carlos Magalhães e mencionou feitos da sua passagem pelo Congresso Nacional, destacando a aprovação da medida que fez com que o Fundo de Combate e Erradicação da Pobreza, criado por ACM, fosse mantido por tempo indeterminado. Após sair do mandato, ACM Júnior seguiu filiado ao Democratas.